# Enema

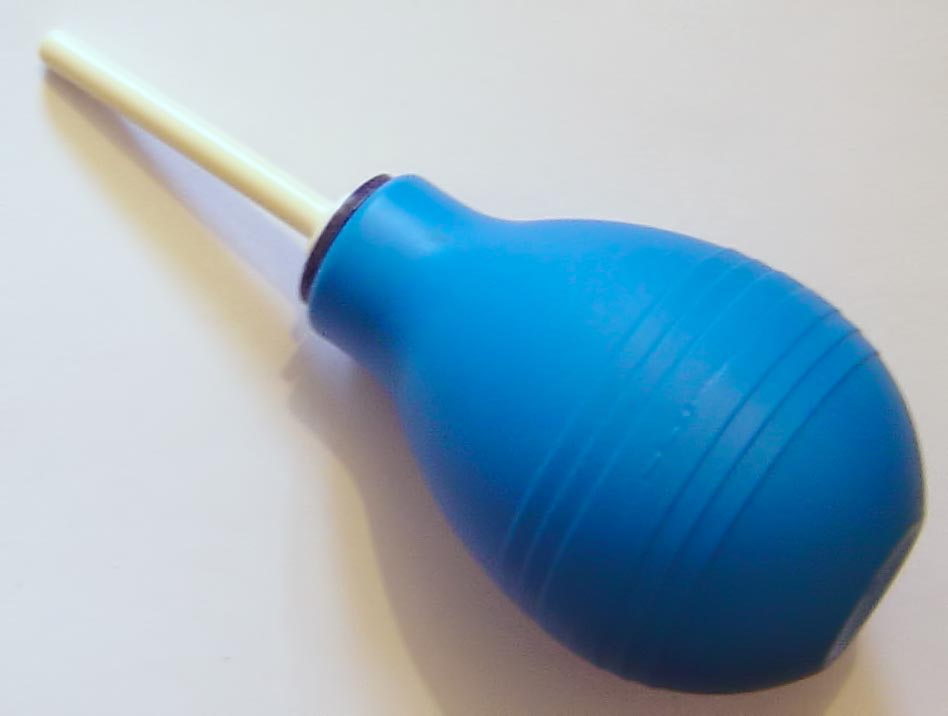
Seringa de bulbo retal para administrar enemas menores

Um enema, também conhecido como enteroclisma, clister ou chuca, no Brasil, é uma injeção de líquido na parte inferior do intestino através do reto. A palavra "enema" também pode se referir ao líquido injetado, bem como a um dispositivo para administrar tal injeção.
Na medicina tradicional, os usos mais frequentes de enemas são para aliviar a constipação e para limpar o intestino antes de um exame ou procedimento médico; também são empregados como uma série gastrointestinal inferior (também chamado de enema de bário), para tratar a diarreia do viajante, como veículo para a administração de alimentos, água ou medicamentos, como estimulante para o sistema geral, como aplicação local e, mais raramente, como meio de reduzir a termorregulação, como tratamento para encoprese e como forma de terapia de reidratação (proctóclise) em pacientes para os quais a terapia intravenosa não é aplicável.

## Enema de bário

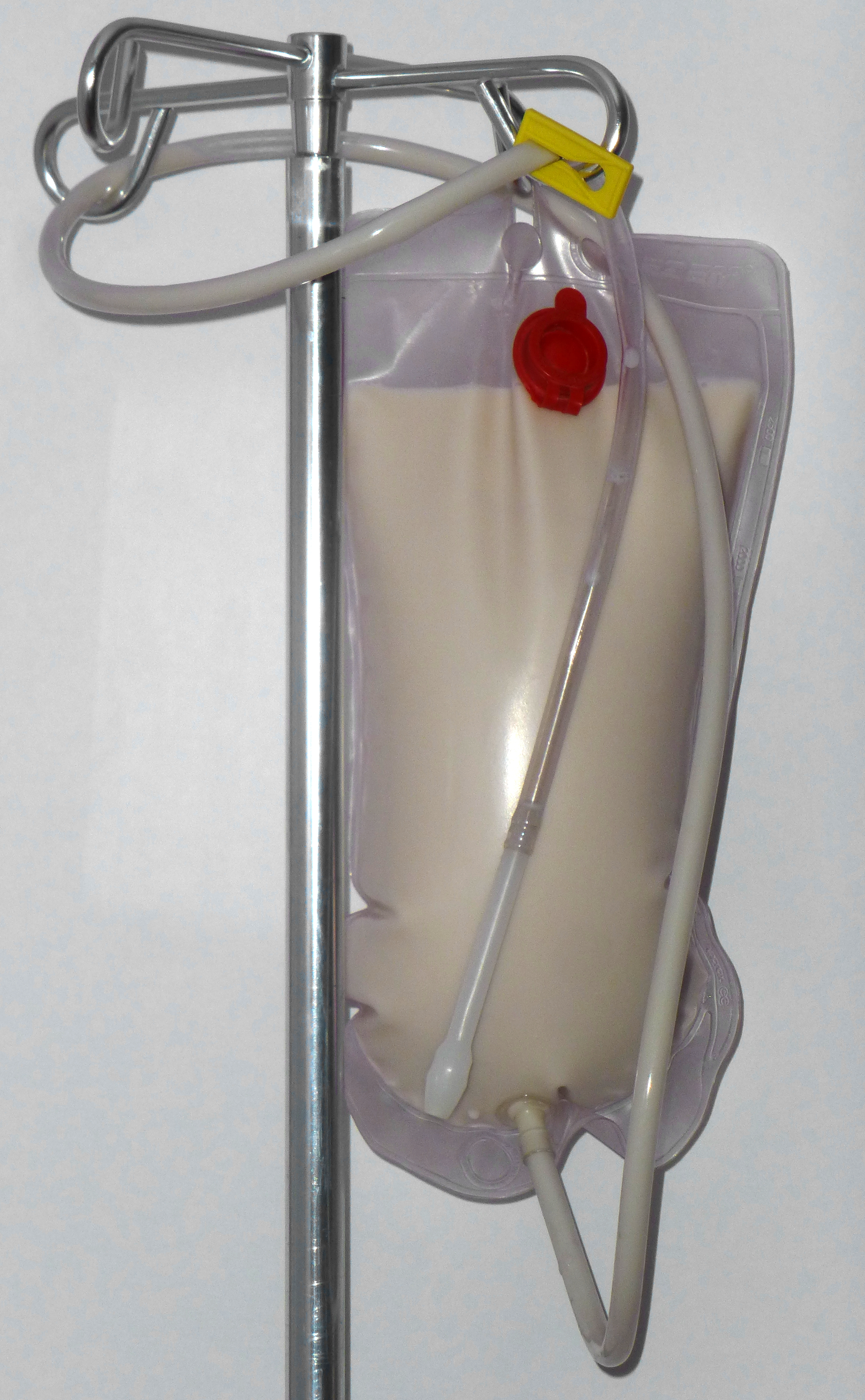
O enema de bário

O enema de bário ou enema opaco também pode ser utilizado para diagnosticar e avaliar a extensão de algumas doenças do intestino grosso (cólon) como polipose, doença de Crohn, doença celíaca e colite ulcerosa.
Os preparos para exames intestinais incluem no dia anterior uma dieta apenas com líquidos transparentes (que permite café e chá preto, mas proíbe leite), ingestão de citrato de magnésio (ou outro laxativo) e enemas de água morna para eliminar quaisquer partículas fecais.
Pode-se bombear ar no reto para melhorar a qualidade das imagens, técnica conhecida como duplo contraste (ar-contraste). O examinador pode empurrar o abdômen para mover o contraste. Se recomenda respirar lenta e profundamente. O exame normalmente dura entre 30min e 60min.

### Contra-indicações
Atualmente, não é recomendado o uso de enema em grávidas nem quando há suspeita de obstrução intestinal ou de perfuração gastrointestinal. Tampouco é indicado em pessoas com alergia ao contraste de bário.

## Efeitos adversos
A administração inadequada de um enema pode causar desequilíbrio eletrolítico (com enemas repetidos) ou rupturas nos tecidos intestinais ou retais, que podem passar despercebidas, pois o reto é insensível à dor, resultando em sangramento interno. No entanto, estas ocorrências são raras em adultos saudáveis e sóbrios. Sangramento interno ou ruptura podem deixar o indivíduo exposto a infecções por bactérias intestinais. O sangue resultante de rupturas no cólon nem sempre pode ser visível, mas pode ser distinguido se as fezes forem estranhamente escuras ou apresentarem uma tonalidade vermelha. Se houver suspeita de ruptura intestinal, deve-se procurar assistência médica imediatamente. O uso frequente de enemas pode causar dependência de laxantes.
Existem argumentos a favor e contra a irrigação do cólon em pessoas com diverticulite, colite ulcerosa, doença de Crohn, hemorroidas graves ou internas ou tumores no reto ou cólon, e seu uso não é recomendado logo após a cirurgia intestinal (a menos que orientado pelo médico).. Os tratamentos regulares devem ser evitados por pessoas com doenças cardíacas ou insuficiência renal. Os cólons são inadequados para pessoas com patologias intestinais, retais ou anais, onde a patologia contribui para o risco de perfuração intestinal.
Pesquisas recentes mostraram que a água com ozônio, que às vezes é usada em enemas, pode causar colite microscópica imediatamente.
Uma recente série de casos de 11 pacientes com cinco mortes ilustrou o perigo dos enemas de fosfato em pacientes de alto risco.